# A Pleasant Shade of Gray
A Pleasant Shade of Gray è un concept album dei Fates Warning, nonché il loro ottavo disco in studio.

## Il disco
L'album, pubblicato il 22 aprile 1997, contiene un'unica canzone suddivisa in dodici parti, per la durata di oltre 52 minuti. Dopo l'ultima traccia è presente un breve periodo di silenzio seguito dal rumore di una sveglia della durata di circa venti secondi. La storia alla base di A Pleasant Shade of Gray concerne un uomo che giace a letto durante le prime ore del mattino e, mentre vaga tra sonno e veglia, si trova a meditare e fronteggiare differenti parti della propria vita.
Nel 2006, l'album è stato ripubblicato dalla Metal Blade Records con l'aggiunta di un bonus DVD contenente il video di A Pleasant Shade of Gray Live, precedentemente disponibile, nel 1998, unicamente in VHS. 
Nel 2015, A Pleasant Shade of Gray viene ristampato in edizione speciale limitata con tre CD ed un DVD, contenente: il disco originale; l'album dal vivo tratto da vari vari concerti in Europa, con We Only Say Goodbye da un soundcheck e la cover In Trance degli Scorpions; i demo; il video di A Pleasant Shade of Gray Live restaurato e rimasterizzato e il video di APSOG Live at The Whiskey.
La copertina e le illustrazioni, sia dell'originale sia delle ristampe, sono ad opera dell'artista Ioannis, che si era già occupato di The Spectre Within ed Awaken the Guardian.

## Il video: A Pleasant Shade of Gray Live
A Pleasant Shade of Gray Live è un video edito in VHS nel 1998 e successivamente in DVD - assieme al disco in studio - nel 2006 e nel 2015. Esso consiste nella performance dal vivo dell'intero A Pleasant Shade of Gray - registrata e filmata tra Norimberga, Colonia, Würzburg, Offenbach e Ludwigsburg in Germania e Hollywood in California (USA) - montata assieme ad alcuni filmati concettuali, che rappresentano la storia del concept, girati da Joey Vera.
I filmati dal vivo sono ripresi da Russel Cherrington e Paul Gordon, l'audio missato da Terry Brown. Tutto il video è diretto e montato da Joey Vera. 

### Formazione
- Ray Alder - voce
- Jim Matheos - chitarra
- Mark Zonder - batteria
- Joey Vera - basso
- Ed Roth - tastiere

## Tracce
Testi e musiche di Jim Matheos.
1. Part I – 1:53
2. Part II – 3:25
3. Part III – 3:53
4. Part IV – 4:26
5. Part V – 5:24
6. Part VI – 7:28
7. Part VII – 4:51
8. Part VIII – 3:31
9. Part IX – 4:45
10. Part X – 1:19
11. Part XI – 3:34
12. Part XII – 7:45

Durata totale: 52:14

### Disco 2: DVD (edizione 2006)
1. A Pleasant Shade of Gray Live

### Edizione speciale 2015

#### Disco 2
1. Part I (live) – 2:52
2. Part II (live) – 3:28
3. Part III (live) – 3:52
4. Part IV (live) – 4:37
5. Part V (live) – 5:24
6. Part VI (live) – 7:12
7. Part VII (live) – 4:35
8. Part VIII (live) – 3:36
9. Part IX (live) – 4:45
10. Part X (live) – 1:13
11. Part XI (live) – 3:28
12. Part XII (live) – 7:42
13. We Only Say Goodbye (live soundcheck a Pratteln, Svizzera, 21 aprile 1998) – 5:11
14. In Trance (cover degli Scorpions) – 4:40

Durata totale: 62:35

#### Disco 3
1. A Pleasant Shade Of Gray pre-production demo (1996) – 15:34
2. A Pleasant Shade Of Gray instrumental writing demo (1995) – 50:11
3. A Pleasant Shade Of Gray Part II (remix) – 5:42

Durata totale: 71:27

#### Disco 4: DVD
1. A Pleasant Shade Of Gray - Live in Europe (giugno 1997, è A Pleasant Shade of Gray Live restaurato e rimasterizzato)
2. A Pleasant Shade Of Gray - Live at The Whiskey (aprile 1998)
3. We Only Say Goodbye (live in Atene 1999)

## Formazione
- Ray Alder - voce
- Jim Matheos - chitarra, guitar synth
- Mark Zonder - batteria
- Joey Vera - basso
- Kevin Moore - tastiere, pianoforte

### Formazione live
- Ray Alder - voce
- Jim Matheos - chitarra
- Mark Zonder - batteria
- Joey Vera - basso
- Jeason Keazer - tastiere
- APSOG Live disco 2 edizione 2015, APSOG Live at The Whiskey e We Only Say Goodbye (live in Atene)